# La Moustache (Maupassant)
Cet article concerne une nouvelle de Guy de Maupassant. Pour le film d'Emmanuel Carrère, voir La Moustache.
La Moustache est une nouvelle de Guy de Maupassant, parue en 1883.

## Historique
La Moustache est initialement publiée dans la revue Gil Blas du 31 juillet 1883, sous le pseudonyme Maufrigneuse, puis dans le recueil Toine.

## Résumé
Lettre de Jeanne à son amie Lucie : le temps étant maussade cet été, ils avaient décidé avec leurs amis de jouer des pièces de salon à domicile ; manquant de femme, le mari de Jeanne avait sacrifié sa moustache pour jouer le rôle d’une soubrette.
Jeanne voyant son mari sans moustache, comprend que « cette petite brosse de poils sur la lèvre est utile aux relations entre époux » et de comparer les différentes sortes de moustaches existantes. Bien sûr, elle préfère la moustache à la française. Cela lui rappelle d'ailleurs un cruel souvenir. 
Pendant la guerre franco-allemande de 1870, elle avait aperçu des cadavres de soldats dont seules les têtes étaient visibles. Elle avait reconnu les Français à leur moustache.

## Éditions
- La Moustache, dans Maupassant, Contes et Nouvelles, tome I, texte établi et annoté par Louis Forestier, éditions Gallimard, Bibliothèque de la Pléiade, 1974  (ISBN 978 2 07 010805 3).